# Bourgueticrinidae
Famille
Les Bourgueticrinidae sont une famille de comatules.

## Description et caractéristiques
Bien qu'appartenant au groupe des comatules, la plupart des espèces de cette famille conservent une tige à l'âge adulte et sont donc sédentaires. On les trouve principalement dans des eaux froides et profondes. 
En Atlantique Nord-Est, cette famille est indicatrice des écosystèmes marins vulnérables au niveau desquels la pêche de fond est interdite au delà de 400 m de profondeur. 

## Liste des genres
Selon World Register of Marine Species (24 janvier 2014) :
- genre Conocrinus d'Orbigny, 1850 -- 6 espèces
- genre Democrinus Perrier, 1883 -- 10 espèces